# Aleksandra Pertot
Aleksandra Pertot, violinistka, glasbena pedagoginja, zborovodkinja, * 15. februar 1960, Trst.

## Življenje in delo
Aleksandra Pertot se je rodila v Trstu, oče je bil Stojan, trgovec, mati Alma (rojena Regent), gospodinja. Doma je iz Barkovelj. Obvezno šolanje je opravila na slovenskih šolah v Trstu, nato se je vpisala na znanstveni licej F. Prešerna v Trstu, kjer je maturirala leta 1979. Že kot otrok se je učila igranja na violino od leta 1965 pri Glasbeni matici s prof. Oskarjem Kjudrom, od leta od 1979 pa v Ljubljani pri prof. Cirilu Veroneku. Leta 1985 je diplomirala iz violine na tržaškem konservatoriju Giuseppe Tartini (kot obvezni predmet študija je tudi igranje na klavir). Izpopolnjevala se je pri raznih znanih mojstrih. Istočasno je študirala solo petje v Ljubljani in je leta 1989 tudi diplomirala na Srednji glasbeni šoli. Na Glasbeni matici v Trstu je med leti 1979/82 zaključila tečaj za zborovsko dirigiranje (profesorji Mirko Slosar, Janko Ban in Ignacij Ota). Zaposlila se je na Glasbeni matici in učila violino, kasneje je učila glasbeno vzgojo na srednjih šolah s slovenskim učnim jezikom v Trstu. Pri Glasbeni matici je tudi vodila otroški pevski zbor in otroški godalni orkester. Bila je članica Godalnega kvarteta Glasbene matice, kot violinistka je sodelovala tudi v različnih komornih skupinah. Kot pevka je večkrat snemala za Radio Trst A in sodelovala je na raznih nastopih. Med leti 1979-1989 je pela pri zboru Obala iz Kopra.
Aleksandra Pertot je vodila ogromno zborov in najrazličnejših pevskih sestavov. Leta 1982 je ustanovila mešani pevski zbor v Barkovljah, ki so ga dve leti kasneje preimenoval po skladatelju Milanu Pertotu. Zbor je vodila več kot 10 let in z njim dosegla pomembne uspehe doma in po svetu. Leta 1990 se je uvrstila v prvo kakovostno skupino na državnem zborovskem tekmovanju Corovivo v Gorici. Med leti 1990 in 1993 je bila umetniški vodja moškega Tržaškega okteta. Med leti 1998 - 2001 je vodila mešano vokalno skupino Resonet. Med leti 2005 - 2009 je vodila mešani pevski zbor Obalca iz Kopra. Vodila je moški Oktet Vrtnica. Leta 2005 je v Barkovljah ustanovila otroški pevski zbor Glasbena kambrca. Ustanovila je in vodila Mešani mladinski pevski zbor Trst, s katerim so tudi snemali CD ploščo. Leta 2013 je ustanovila žensko vokalno skupino v Barkovljah, ki si je leta 2023 spet nadela zgodovinsko ime Adrija, po barkovljanskem pevskem društvu iz leta 1889. Istega leta je začela voditi tudi dekliško vokalno skupino Primorsko iz Mačkolj, s katero je dosegla odlične rezultate tudi na tekmovanjih (npr. Corovivo v Čedadu leta 2019 ali leta 2024 v Vittoriu Venetu). Več let je vodila Mešani pevski zbor F. B. Sedej iz Števerjana. Mnogo let vodi moški zbor Nonet iz Mačkolj. Prevzela je tudi vodstvo mešanega pevskega zbora Hrast iz Doberdoba.
Aleksandra Pertot redno sodeluje tudi z ZCPZ - Zvezo cerkvenih pevskih zborov iz Trsta, saj je večkrat vodila božične koncerte, ki jih vsakoletno prireja Zveza v tržaški stolnici, mnogokrat pa je vodila tudi tedenski strokovni izobraževalni tečaj v režiji Zveze.
Aleksandra Pertot je od JSKD - Javnega sklada za kulturne dejavnosti Republike Slovenije prejela priznanji častno Gallusovo značko in zlato značko za njeno delovanje s pevskimi zbori.